# Ергучёв, Андрей Андреевич
Андре́й Андре́евич Ергучёв (23 апреля 1995, Уральск) — казахстанский гребец-байдарочник, выступает за сборную Казахстана начиная с 2014 года. Участник летних Олимпийских игр в Рио-де-Жанейро, чемпион летних Азиатских игр в Инчхоне, многократный победитель и призёр регат национального значения. На соревнованиях представляет Западно-Казахстанскую область, мастер спорта международного класса.

## Биография
Андрей Ергучёв родился 23 апреля 1995 года в городе Уральске Западно-Казахстанской области. Активно заниматься греблей начал в возрасте двенадцати лет, проходил подготовку в уральской школе высшего спортивного мастерства под руководством именитого тренера Александра Павловича Акунишникова.
Первого серьёзного успеха на взрослом международном уровне добился в сезоне 2014 года, когда попал в основной состав казахстанской национальной сборной и побывал на летних Азиатских играх в южнокорейском Инчхоне, откуда привёз награду золотого достоинства, выигранную совместно с Ильёй Голендовым, Даулетом Султанбековым и Александром Емельяновым в зачёте четырёхместных байдарок на дистанции 1000 метров — они не встретили здесь серьёзного сопротивления, став лучшими на предварительном квалификационном этапе и затем в решающем финальном заезде, обогнав ближайших преследователей из Китая более чем на три секунды. При этом на чемпионате мира в Москве был восьмым в четвёрках на тысяче метрах и двадцать четвёртым в двойках на тысяче метрах. В 2015 году выступил на мировом первенстве в Милане и занял в километровой гонке байдарок-четвёрок одиннадцатое место.
Благодаря череде удачных выступлений Ергучёв удостоился права защищать честь страны на летних Олимпийских играх 2016 года в Рио-де-Жанейро. В программе четырёхместных экипажей на дистанции 1000 метров выступал вместе с партнёрами Сергеем Токарницким, Ильёй Голендовым и Александром Емельяновым — они с седьмого места квалифицировались на предварительном этапе, затем на стадии полуфиналов заняли четвёртое место и попали тем самым в утешительный финал «Б», где показали на финише второе время позади команды из России — таким образом, в итоговом протоколе их экипаж расположился на десятой строке. Помимо этого, в двойках на дистанции 200 метров в паре с Сергеем Токарницким был пятым в предварительном квалификационном заезде, занял пятое место в полуфинальной стадии, после чего в утешительном финале «Б» показал на финише четвёртое время.
Имеет высшее образование, окончил Западно-Казахстанскую гуманитарную академию. За выдающиеся спортивные достижения удостоен почётного звания «Мастер спорта Республики Казахстан международного класса».